# Killingholmen, Borgå
Killingholmen är en ö i Finland. Den ligger i Finska viken och i kommunen Borgå i den ekonomiska regionen  Borgå i landskapet Nyland, i den södra delen av landet. Ön ligger omkring 32 kilometer öster om Helsingfors.
Öns area är 7,2 hektar och dess största längd är 360 meter i öst-västlig riktning. Ön höjer sig omkring 20 meter över havsytan.